# Fluorometan
Fluorometan (også kendt som methyl fluorid, Freon 41, Halokarbon-41 og HFC-41) er en ikke-giftig, ved standard temperatur og atmosfærisk tryk brændbar gas. Flourmetan kan antage væskeform. Flourmetan består af kulstof, brint og flour og har den kemiske formel CH3F. Navnet afspejler, at stoffet er er baseret på metan, hvor et brintatom er blevet udskiftet med flour. Det bliver brugt til at fremstille halvledere og andet elektronik. 
Flourometan har etherlignende lugt og vandedannende i høje koncentrationer. Fluorometan er meget brandfarligt, brænder i atmosfærisk luft og frigiver meget giftige hydrogenfluorid. Flammen er farveløs.
Bindingsengergi af C-F er 522 KJ/mol og længden er 0,139nm (typisk 0,14nm). Dens molekylegeometri er tetrahedral.
Dens speciferede varmekapicitet er Cp=381,171J mol-1 K-1 ved 25 grader celsius. Kritisk punkt af flourometan er 44,9 celsius og 6,28 MPa